# IAAF Road Race Label Events 2009
Navigation
Édition précédente Édition suivante
Les courses sur route à labels de l'IAAF 2009 (en anglais : IAAF Road Race Label Events) sont des compétitions d'athlétisme régies par l'IAAF. Le circuit regroupe les meilleures compétitions mondiales hors-stade dans les épreuves du marathon, du semi-marathon ainsi que d'autres courses sur route sur des distances allant de 5 à 20 kilomètres.

## Label d'or
Les épreuves classées en première catégorie sous le nom de Courses Label d’Or IAAF (en anglais : IAAF Gold Label Road Races) sont les suivantes en 2009 :
- Épreuves faisant également partie du circuit des World Marathon Majors

| Date         | Epreuves                              | Distance   | Vainqueur Homme        | Vainqueur Femme           |
| ------------ | ------------------------------------- | ---------- | ---------------------- | ------------------------- |
| 3 janvier    | Marathon de Xiamen Xiamen             | 42,195 km  | Samuel Muturi Mugo     | Chen Rong                 |
| 1er mars     | World’s Best 10K San Juan             | 10 km      | Sammy Kirop Kitwara    | Vivian Jepkemoi Cheruiyot |
| 1er mars     | Marathon du lac Biwa Ōtsu             | 42,195 km  | Paul Tergat            | —                         |
| 22 mars      | Semi-marathon de Lisbonne Lisbonne    | 21,0975 km | Martin Kiptoo Lel      | Kara Goucher              |
| 5 avril      | Marathon de Paris Paris               | 42,195 km  | Vincent Kipruto        | Atsede Baysa              |
| 20 avril     | Marathon de Boston Boston             | 42,195 km  | Deriba Merga           | Salina Jebet Kosgei       |
| 26 avril     | Marathon de Hambourg Hambourg         | 42,195 km  | Solomon Tsige          | Alessandra Aguilar        |
| 26 avril     | Marathon de Londres Londres           | 42,195 km  | Samuel Wanjiru         | Irina Mikitenko           |
| 17 mai       | Great Manchester Run Manchester       | 10 km      | Haile Gebrselassie     | Vivian Jepkemoi Cheruiyot |
| 2 août       | Semi-marathon de Bogota Bogota        | 21,0975 km | Isaac Macharia Wanjohi | Lydia Cheromei            |
| 20 septembre | Marathon de Berlin Berlin             | 42,195 km  | Haile Gebrselassie     | Atsede Habtamu            |
| 20 septembre | Great North Run Newcastle-upon-Tyne   | 10 km      | Martin Kiptoo Lel      | Jéssica Augusto           |
| 4 octobre    | Semi-marathon de Lisbonne Lisbonne    | 21,0975 km | Silas Kipngetich Sang  | Helena Loshanyang Kirop   |
| 11 octobre   | Marathon de Chicago Chicago           | 42,195 km  | Samuel Kamau Wanjiru   | Irina Mikitenko           |
| 18 octobre   | Marathon de Pékin Pékin               | 42,195 km  | Samuel Muturi Mugo     | Bai Xue                   |
| 25 octobre   | Marathon de Francfort Francfort       | 42,195 km  | Gilbert Kipruto Kirwa  | Agnes Jepkemboi Kiprop    |
| 25 octobre   | Great South Run Portsmouth            | 10 Miles   | Mo Farah               | Inês Monteiro             |
| 1er novembre | Semi-marathon de Dehli (en) New Delhi | 21,0975 km | Deriba Merga           | Mary Jepkosgei Keitany    |
| 1er novembre | Marathon de New York New York         | 42,195 km  | Meb Keflezighi         | Derartu Tulu              |

## Label d'argent
Les épreuves classées en deuxième catégorie sous le nom de Courses Label d’Argent IAAF (en anglais : IAAF Silver Label Road Races) sont les suivantes en 2009 :
| Date         | Epreuve                                        | Distance   | Vainqueur Homme           | Vainqueur Femme           |
| ------------ | ---------------------------------------------- | ---------- | ------------------------- | ------------------------- |
| 18 janvier   | Marathon de Bombay Bombay                      | 42,195 km  | Kenneth Mburu Mungara     | Kebebush Haile            |
| 25 janvier   | Marathon d’Osaka Osaka                         | 42,195 km  | –                         | Yōko Shibui               |
| 1er février  | Beppu-Ōita Marathon Ōita                       | 42,195 km  | Adil Annani               | –                         |
| 20 février   | Semi-marathon de Ras el Khaïmah Ras el Khaïmah | 21,0975 km | Patrick Makau Musyoki     | Dire Tune                 |
| 8 mars       | Marathon de Nagoya Nagoya                      | 42,195 km  | –                         | Yoshiko Fujinaga          |
| 15 mars      | Marathon de Séoul Séoul                        | 42,195 km  | Moses Kimeli Arusei       | Robe Guta                 |
| 22 mars      | Marathon de Rome Rome                          | 42,195 km  | Benjamin Kolum Kiptoo     | Firehiwot Dado            |
| 22 mars      | Marathon de Tokyo Tokyo                        | 42,195 km  | Salim Kipsang             | Mizuho Nasukawa           |
| 28 mars      | Semi-marathon_de_Prague Prague                 | 21,0975 km | Nicholas Kipruto Koech    | Rose Jerotich Kosgei      |
| 5 avril      | Marathon de Rotterdam Rotterdam                | 42,195 km  | Duncan Kibet Kirong       | Nailja Julamanowa         |
| 19 avril     | Marathon de Vienne Vienne                      | 42,195 km  | Gilbert Kipruto Kirwa     | Andrea Mayr               |
| 19 avril     | Marathon de Nagano Nagano                      | 42,195 km  | Isaac Wanjohi Macharia    | Irina Timofejewa          |
| 19 avril     | Marathon de Turin Turin                        | 42,195 km  | Benson Kipchumba Barus    | Agnes Jepkemboi Kiprop    |
| 26 avril     | Marathon de Madrid Madrid                      | 42,195 km  | Khalid Kamal Yaseen       | Mehtap Doğan-Sızmaz       |
| 9 mai        | Marathon de Prague Prague                      | 42,195 km  | Patrick Mutuku Ivuti      | Olga Glock                |
| 23 mai       | Ottawa 10K Road Race Ottawa                    | 10 km      | Deriba Merga              | Teyba Erkesso             |
| 24 mai       | Marathon d'Ottawa Ottawa                       | 42,195 km  | David Emmanuel Cheruiyot  | Asmae Leghzaoui           |
| 30 mai       | Freihofer's Run for Women Albany               | 5 km       | –                         | Teyba Erkesso             |
| 12 septembre | Grand Prix de Prague Prague                    | 10 km      | Dickson Marwa             | –                         |
| 27 septembre | Marathon de Toronto Toronto                    | 42,195 km  | Kenneth Mburu Mungara     | Amane Gobena              |
| 4 octobre    | Marathon de Cologne Cologne                    | 42,195 km  | Evans Kipkosgei Ruto      | Sabrina Mockenhaupt       |
| 18 octobre   | Marathon d'Istanbul Istanbul                   | 42,195 km  | Kasime Adilo              | Bizunesh Urgesa           |
| 20 octobre   | Dam tot Damloop Amsterdam                      | 10 miles   | Moses Ndiema Masai        | Linet Chepkwemoi Masai    |
| 25 octobre   | Course Marseille-Cassis Marseille              | 20,308 km  | Dieudonné Disi            | Meseret Mengistu          |
| 25 octobre   | Marathon de Venise Venise                      | 42,195 km  | John Kipkorir Komen       | Anne Jepkemboi Kosgei     |
| 8 novembre   | Marathon d'Athènes Athènes                     | 42,195 km  | Josephat Kipkurui Ngetich | Akemi Ozaki               |
| 6 décembre   | Marathon de Fukuoka Fukuoka                    | 42,195 km  | Tsegay Kebede             | –                         |
| 6 décembre   | Marathon de Singapour Singapour                | 42,195 km  | Luke Kibet                | Albina Majorowa           |
| 31 décembre  | San Silvestre Vallecana Madrid                 | 10 km      | Moses Ndiema Masai        | Vivian Jepkemoi Cheruiyot |

## Liens
- Site Officiel